# Buckinghamshire
Buckinghamshire é um condado no sul do Reino Unido na Inglaterra. Faz fronteira com Northamptonshire ao norte, Bedfordshire a nordeste, Hertfordshire a leste, Grande Londres a sudeste, Berkshire ao sul e Oxfordshire a oeste. O maior assentamento é a cidade de Milton Keynes, e a cidade do condado é Aylesbury.
O condado tem uma área de 1 874 km2 (724 sq mi) e uma população de 808 666. Além de Milton Keynes (256 385), que fica no nordeste, os maiores assentamentos estão na metade sul do condado, e incluem Aylesbury (94 238), High Wycombe (75 814) e Chesham (21 483). O noroeste é rural e seu maior assentamento é Buckingham (12 890). O condado é dividido em dois distritos, Buckinghamshire e Milton Keynes, que são áreas de autoridade unitária, com o último também tendo status de cidade. O condado histórico tinha fronteiras ligeiramente diferentes, e incluía a cidade de Slough (agora em Berkshire).
As colinas de Chiltern, uma área de beleza natural excepcional, ocupam o sul do condado e contêm seu ponto mais alto, Haddington Hill (267 m (876 pés)). Os Chilterns são a nascente do rio Ouzel, que flui através da planície Vale de Aylesbury no norte do condado e através de Milton Keynes antes de encontrar o rio Grande Ouse em Newport Pagnell. O Tâmisa faz parte da fronteira sul do condado.
Amenidades de serviço notáveis no condado são Pinewood Film Studios, lago de remo Dorney e parte do autódromo de Silverstone, na fronteira com Northamptonshire. Muitas empresas nacionais têm sedes ou grandes centros em Milton Keynes. A indústria pesada e a pedreira são limitadas, com a agricultura predominando depois das indústrias de serviços.
No condado fica Chequers, a casa de férias do Primeiro-ministro do Reino Unido.

## História
O nome Buckinghamshire é de origem anglo-saxônica e significa O distrito (scire) da casa de Bucca. A casa de Bucca refere-se a Buckingham, no norte do condado, e tem o nome do proprietário de terras anglo-saxão, Bucca. O condado tem sido assim chamado desde cerca do século XII; no entanto, o condado existe desde que era uma subdivisão do reino da Mércia (585-919).
A história da área é anterior ao período anglo-saxão e o condado tem uma rica história a partir dos períodos britânico e romano, embora os anglo-saxões talvez tenham tido o maior impacto em Buckinghamshire: a geografia do condado rural é em grande parte como era no período anglo-saxão. Mais tarde, Buckinghamshire tornou-se uma importante arena política, com o rei Henrique VIII intervindo na política local no século XVI, e apenas um século depois a Guerra Civil Inglesa foi supostamente iniciada por John Hampden em meados de Bucks.
Historicamente, a maior mudança no condado ocorreu no século XIX, quando uma combinação de cólera e fome atingiu o condado rural, forçando muitos a migrar para cidades maiores para encontrar trabalho. Isso não apenas alterou a situação econômica local, mas significou que muitas terras estavam ficando baratas em uma época em que os ricos eram mais móveis, e Bucks frondoso se tornou um idílio rural popular: uma imagem que ainda tem hoje. Buckinghamshire é um lar popular para os passageiros de Londres, levando a uma maior afluência local; no entanto, alguns bolsões de privação relativa permanecem.
 

A expansão de Londres e a vinda das ferrovias promoveram o crescimento de cidades no sul do condado, como Aylesbury, Amersham e High Wycombe, deixando a própria cidade de Buckingham ao norte em um relativo remanso.  Como resultado, a maioria das instituições do condado estão agora baseadas no sul do condado ou em Milton Keynes, em vez de em Buckingham.